# La Boule noire (roman)
Pour les articles homonymes, voir La Boule noire.
La Boule noire est un roman social et un roman psychologique de Georges Simenon, paru en 1955 aux Presses de la Cité.
Le roman se déroule au milieu des années 1950, à Williamson, ville du Connecticut et à Oldbridge, ville natale du héros. À partir des réflexions du héros qui jalonnent le récit, celui-ci fait resurgir l’inévitable soumission aux règles du jeu social.  
Simenon achève ce roman à Mougins (Alpes-Maritimes) le 28 avril 1955. Une adaptation cinématographique du livre est sortie en 2015.

## Personnages principaux
- Walter J. Higgins : 45 ans, gérant d’un supermarché, marié, père de deux filles et deux garçons.
- Nora : 45 ans, épouse de Walter, enceinte d’un cinquième enfant.
- Florence : 18 ans, fille aînée du couple, employée de banque.
- Louisa Fuchs : 68 ans, mère de Walter, d’origine allemande.
- Bill Carney : membre du Sénat du Connecticut, « parrain » de Walter pour l’admission au Country club.

## Résumé
Le roman comporte neuf chapitres.
L'existence de Walter Higgins ne se distingue en rien de celle de ses voisins. Dans son quartier élégant de Maple Street, tout est standardisé : de la maison à la tondeuse à gazon, sans oublier la voiture, le tout acheté à crédit. Une satisfaction manque cependant au bonheur de Higgins : son admission au Country club dont les membres, notables de la cité, semblent s'ingénier à lui interdire l'entrée. L'année dernière, sa candidature avait été rejetée : quelqu'un avait déposé une « boule noire » dans l'urne des votes, empêchant la cooptation d'avoir lieu. Il s'est de nouveau présenté cette année, parrainé par Bill Carney. Le soir du vote, le téléphone sonne : pour la deuxième fois, sa candidature est refusée (chapitre 1).
Il faut dire que Walter vient de loin : homme au physique banal, d'intelligence moyenne, il a fait son armée durant la Seconde guerre mondiale. Puis, alors livreur, il a plu à Nora, une très belle femme. Le couple s'est installé et, au fil des années, a eu quatre enfants. La surprise est qu'à 45 ans, Nora est de nouveau tombée enceinte. Walter est devenue chef de rayon puis, remarqué par le grand patron de la chaîne de supermarchés, a été nommé directeur du grand magasin de Williamson (chapitre 2).
Walter a caché sa candidature au Country club à Nora et à tout le monde. Mais sa fille aînée Florence en a entendu parler sur son lieu de travail, ce qui le démoralise. Il découvre alors que son épouse Nora le sait aussi ! Il est encore plus démoralisé. Pourtant il sait bien que Nora et Florence l'aiment et le respectent, mais c'est plus fort que lui : il a l'impression que la bourgeoisie de Williamson le méprise. Quand enfin il apprend que tout le monde, au supermarché, est au courant de sa mésaventure, il se sent humilié (chapitre 3).
Quelques jours plus tard a lieu une réunion municipale au cours de laquelle doit être débattu le projet municipal au sujet du remplacement de l'actuelle école, étroite et vétuste, par une nouvelle école. Deux projets sont proposés aux voix : une école qui remplace l'ancienne avec un accueil correspondant au nombre actuel d'élèves, et un second projet d'une école plus grande dans l'optique d'une augmentation future du nombre d'habitants. Évidemment, le budget requis selon que le projet 1 ou 2 est choisi n'est pas le même. Sachant que l'État fédéral et l'État du Connecticut verseront des subventions, il n'en reste pas moins que le gros du financement sera supporté par la ville, et donc par les propriétaires fonciers. Ceux-ci, plutôt aisés voire riches, sont opposés à une augmentation des impôts et sont favorables au premier projet. Les jeunes parents ou parents de familles nombreuses sont en faveur du second projet. On donne la parole à Walter en sa qualité de trésorier. À la fin de son discours, il plaide pour le second projet, ajoutant que le différentiel du surcoût est inférieur à la construction par le Country club de son dernier bâtiment. C'est là un coup porté au Club et à ses représentants présents dans la salle. Il s'en rend compte et déclare peu après que, quel que soit le projet choisi, il démissionnera de son poste de trésorier. Puis il quitte la salle. Rentré au domicile familial, il discute de son comportement avec Nora et Florence. Le résultat du vote tombe : c'est le premier projet qui a été choisi, avec seulement 12 voix d'avance. Son attitude lui vaut l'admiration de sa fille Florence, mais provoque l'inquiétude de son épouse Nora : a-t-il pensé à sa famille ? cette anecdote ne risque-t-elle pas de rejaillir sur sa situation professionnelle ?  (chapitre 4).
Flash back trente ou quarante ans en arrière. Louisa Fuchs avait quitté le quartier d'Altona à Hambourg. Arrivée aux États-Unis, elle avait dû se prostituer pour vivre. Elle avait rencontré un homme, monsieur Higgins, avec qui elle s'était mise en ménage. Walter Higgins était né peu après. Puis Higgins avait quitté femme et enfant, les laissant dans la misère. L'enfance et l'adolescence de Walter avaient été difficiles. Il s'était inséré dans la société comme livreur, s'était marié et avait créé sa famille. Pendant ce temps, Louisa avait développé des tendances liées à la kleptomanie et à l'alcoolisme. La mère et le fils ne s'étaient plus guère fréquentés. Quelques années avant le récit, Louisa avait été menacée d'être hospitalisée dans un asile d'aliénés. Face à cette menace, elle avait promis de cesser ses vols et ses mensonges. Devenu directeur de la grande surface commerciale, et compte tenu de l'augmentation de ses revenus, Walter l'avait donc hospitalisée dans une clinique spécialisée (chapitre 5).
On se trouve quelques semaines après l'épisode de la construction d'une nouvelle école primaire. Walter vit mal les contrecoups psychologiques de son échec à l'admission au Country Club, d'autant plus que Florence lui révèle que c'était Bill Carney, son parrain et protecteur, qui les deux fois avait déposé « la boule noire » dans l'urne. Un dimanche vers midi; Walter est informé par téléphone que sa mère a été renversée par un autobus. Le pronostic vital est engagé. Il part précipitamment vers Oldbridge où Louisa a été hospitalisée (chapitre 6).
La petite ville se trouve à 200 miles (environ 350 km) de Williamson. Quand il arrive à l'hôpital, il apprend que sa mère est morte au moment même où il quittait Williamson. Il procède aux formalités légale relatives au décès. Il contacte une agence de pompes funèbres et paie les frais d'inhumation. Il fait le tour des rues de sa ville natale : les souvenirs tristes l'assaillent (chapitre 7).
Alors qu'il déambule dans les rues d'Oldbridge, il rencontre un ancien camarade de classe, Rader, qui l'invite à boire un verre à son domicile et à évoquer le bon vieux temps. Alors, pendant deux heures, Walter se trouve dans l'obligation d'écouter le rappel du passé par cet ancien camarade. Rien ne lui est épargné et tout lui est rappelé : les anciens camarades de classe, les anecdotes, les lieux, les odeurs, la misère, etc. Il quitte les Rader encore plus déprimé et à moitié saoul. Il ne sait comment, il parvient à rentrer à Williamson sans accident (chapitre 8).
Higgins se rend compte que les derniers événements l'ont aidé à mûrir. Son dernier poids s'en est allé avec la mort de sa mère. Bien qu'affaibli psychiquement et souffrant d'une grande solitude existentielle, il compte repartir de l'avant. Il a tout fait pour s'extraire de la gangue initiale, il va continuer à faire de son mieux pour être reconnu et respecté pour son engagement familial, ses valeurs humaines et son activité professionnelle. Et peut-être qu'un jour, Bill Carney lui proposera-t-il de nouveau de proposer sa candidature au Country club, avec cette fois une chance réelle de succès ? L'avenir le dira (chapitre 9).

## Éditions
- Édition originale : Presses de La Cité, 1955.
- « Tout Simenon », tome 8, éd. France Loisirs, 1990, pages 113 à 213  (ISBN 2-7242-6094-5), réédité chez éd. Omnibus, 2002  (ISBN 978-2-258-06049-4).
- Le Livre de poche n° 12725, 2009  (ISBN 978-2-253-12725-3).
- Romans durs, tome 9, Omnibus, 2013  (ISBN 978-2-258-09396-6).
- Romans durs, tome 9, Omnibus, 2023  (ISBN 978-2-258-20266-5).

## Adaptation
- La Boule noire (2015), téléfilm réalisé par Denis Malleval, avec Bernard Campan et Virginie Lemoine[1].

## Source bibliographique
- Maurice Piron, Michel Lemoine, L'Univers de Simenon, guide des romans et nouvelles (1931-1972) de Georges Simenon, Presses de la Cité, 1983, p. 184-185  (ISBN 978-2-258-01152-6)